# Los Primera (álbum)
Los Primera es el primer álbum completamente en solitario del dúo venezolano de hermanos, Servando & Florentino, grabado en 1997; cuenta con el éxito internacional "Una Fan Enamorada", antes de este álbum Servando & Florentino habían sacado el disco Entre Panas y el segundo volumen Entre Panas II - Tour '97 haciendo versiones de otros temas y con la participación de varios artistas, siendo Entre Panas su primer álbum en salir al mercado. 
Después de salir de la orquesta venezolana de salsa Salserín, los hermanos fueron fichados por la discográfica del cantante venezolano Ricardo Montaner Hecho a Mano.

## Lista de canciones
1. «Una Fan Enamorada» (Versión Salsa) (Ricardo Montaner) — 4:49
2. «Con Ella No» (Servando Primera) — 5:04
3. «Tengo un Corazón» (Guadalupe) — 4:52
4. «Por Haberte Querido» (Servando Primera) — 4:52
5. «Me Enamoré» (Rómulo Riera) — 4:56
6. «Antonio» (con Fragancia) (Omar Alfanno/Luis Enrique) — 4:46
7. «Los Hermanos Primera» (Yasmil Marrufo) — 4:45
8. «Alíviame» (Ricardo Montaner) — 4:48
9. «Primer Amor» (Edwin Apolinares) — 4:36
10. «Estás Hecha Para Mí» (Reinaldo "Pachy" López) — 4:48
11. «Un Fan enamorada» (Versión Balada) (Ricardo Montaner) — 4:59
12. «Alíviame» (Versión Balada) (Ricardo Montaner) — 3:54
13. «Pero Como Olvidar» (Yasmil Marrufo) — 4:26

## Personal
Principales
- Servando & Florentino: vocales.
- Yasmil Marrufo: Piano, guitarra, percusión, teclados, bajo.
- Luis Quintero: Percusión.
- Domingo Pagliuca: Trombón.
- Luis Bonilla: Trombón.
- William Cepeda: Trombón.
- Ángel Machado: Trombón.
- Raúl Agraz: Trompeta.
- José Jerez: Trompeta.
- Ken Fradley: Trompeta.
- Richie Flores: Congas.
- Johnny Rivera: Coros.
- Julio Bareto: Coros.
- Sergio George: Coros, piano, teclados.
- Willy Amadeo: Coros.
- Domingo Quiñones: Coros.
- Wichie Camacho: Coros.
- Carlos Cruz: Coros.
- Rubén Rodríguez: Bajo.

## Posición en las listas de éxitos
| Listas (1998)            | Mejor posición |
| ------------------------ | -------------- |
| Billboard Latin Albums   | 23             |
| Billboard Tropical/Salsa | 7              |